# Port lotniczy Akpaka
Port lotniczy Akpaka – port lotniczy zlokalizowany w mieście Atakpame. Jest czwartym co do wielkości portem lotniczym w Togo.